# Østervold Sogn
Østervold Sogn er et sogn i Holmens og Østerbro Provsti (Københavns Stift). Sognet ligger i Københavns Kommune; indtil Kommunalreformen i 1970 lå det i Sokkelund Herred (Københavns Amt). I Østervold Sogn ligger Esajas Kirke.
I Østervold Sogn findes flg. autoriserede stednavne:
- København, By
- Østervold, Bydel